# Sirhan
Sirhan (arab. سرحان) – wieś w Syrii, w muhafazie Aleppo. W 2004 roku liczyła 1604 mieszkańców.